# Simberi
Simberi ist eine Vulkaninsel, die zu den Tabar-Inseln in der Provinz New Ireland von Papua-Neuguinea gehört. Die etwa 40 Quadratkilometer große Insel liegt ungefähr 900 km nordöstlich von Port Moresby und 25 km nordöstlich von Neuirland, der Hauptinsel der Provinz. Die Insel ist etwa 10 km breit und im Osten von Bergland geprägt. Der erodierte Vulkankegel ist etwa 340 Meter hoch. Die Küste der Insel ist größtenteils steil und von einem Randriff umgeben. Es gibt ungefähr 1100 Einwohner, die sich auf neun Clans verteilen, die größtenteils in kleinen Dörfern an der Nord- und Westküste der Insel liegen.
Im vulkanischen Hochland auf der Ostseite der Insel liegt ein Tagebau, in dem Gold und Silber gefördert werden und der den Namen Simberi Oxid-Gold-Project trägt. Der Tagebau gehört zu 100 % der australischen Firma Allied Gold. Die Gewinnung von Gold startete im Februar 2008. Im Juli 2009 gab Allied Gold bekannt, dass das gesamte Vorkommen 4,7 Millionen Feinunzen Gold umfasse, davon 1,4 Millionen Unzen Goldoxid und 3,3 Millionen Unzen Goldsulfid. Die Betriebsdauer des Bergwerks wurde von Allied Gold auf 10 Jahre geschätzt.
Es gibt einen Flugplatz (IATA-Flughafencode: NIS) an der südöstlichen Küste.
Die Insel wurde während der deutschen Kolonialzeit Fischerinsel genannt. Zuvor war die Insel von ihrem Entdecker, dem französischen Seefahrer Louis Antoine de Bougainville, Suzannet benannt worden.